# Umaru Bangura
Umaru Bangura   (Freetown, 7 d'octubre de 1987) és un exfutbolista de Sierra Leone de la dècada de 2010.
Fou internacional amb la selecció de futbol de Sierra Leone.
Pel que fa a clubs, destacà a FC Dinamo Minsk.